# Conophyma umnovi
Conophyma umnovi är en insektsart som beskrevs av Bei-bienko 1948. Conophyma umnovi ingår i släktet Conophyma och familjen Dericorythidae.

## Underarter
Arten delas in i följande underarter:
- C. u. parvum
- C. u. umnovi